# Oblast Mykolajiw
Die Oblast Mykolajiw (ukrainisch Миколаївська область Mykolajiwska oblast; russisch Николаевская область Nikolajewskaja oblast) ist eine von 25 Verwaltungseinheiten (Oblaste) im Süden der Ukraine mit Zugang zum Schwarzen Meer, das die südliche Grenze markiert. Sie hat 1.108.394 Einwohner (Anfang 2021; de facto).
Im Westen grenzt die Oblast Mykolajiw an die Oblast Odessa und im Norden an die Oblast Kirowohrad. Im Nordosten der Oblast liegt die Oblast Dnipropetrowsk, im Südosten die Oblast Cherson.
Die Oblast wird vom Südlichen Bug durchflossen.

## Geschichte
Die Oblast Nikolajew entstand am 22. September 1937 auf Grund des Dekrets des Zentralen Exekutivkomitees der UdSSR über die Entbündelung der Oblaste Charkow, Kiew, Winniza und Odessa. Zur neuen Oblast gehörten drei Städte unter Oblastverwaltung – Nikolajew, Cherson und Kirow – sowie 38 Rajone, darunter 29 Rajone aus dem Gebiet der Oblast Odessa und 9 aus dem Gebiet der Oblast Dnjepropetrowsk.
Am 10. Januar 1939 wurden die Stadt Kirowohrad und 13 Rajone zur Bildung der Oblast Kirowohrad ausgegliedert. Zugleich wurde ein weiterer Teil der Oblast zur Bildung der Oblast Saporischschja abgetrennt.
Während der Besetzung durch deutsche und rumänische Truppen im Zweiten Weltkrieg ab dem Sommer 1941 wurde das Gebiet auf das rumänische Transnistrien und das deutsche Reichskommissariat Ukraine (Generalbezirk Nikolajew) aufgeteilt.
Nach der Rückeroberung des Gebiets durch die Rote Armee wurde am 30. März 1944 die Oblast Cherson gebildet und die Stadt Cherson sowie 13 Rajone von der Oblast Mykolajiw abgetrennt, es kamen aber 5 Rajone von der Oblast Odessa hinzu. Am 17. Februar 1954 kamen noch weitere 5 Rajone aus dem Gebiet der Oblast Odessa zur Oblast hinzu, in der Folgezeit wurden die Rajonsgebiete bis 1966 mehrfach geändert. Am 3. März 1988 wechselten schließlich noch die Dörfer Biloussowe (Білоусове) und Tokarewe (Токареве) ihre Zugehörigkeit zur Oblast Cherson.
Im Jahr 1991 wurde die damals zur USSR bzw. UdSSR gehörende Oblast nach dem Referendum über die Unabhängigkeit der Ukraine Staatsgebiet der Ukraine. Das Referendum ergab, dass von den Wählern in der Oblast Mykolajiw 8 % gegen und 89 % für die Unabhängigkeit der Ukraine von der Sowjetunion stimmten.

## Größte Städte
Hauptstadt der Oblast ist die am Südlichen Bug gelegene gleichnamige Stadt Mykolajiw.
| Stadt                                                                                  | Ukrainischer Name | Russischer Name | Einwohner 1. Januar 2021 |
| -------------------------------------------------------------------------------------- | ----------------- | --------------- | ------------------------ |
| Mykolajiw                                                                              | Миколаїв          | Николаев        | 476.101                  |
| Perwomajsk                                                                             | Первомайськ       | Первомайск      | 063.377                  |
| Juschnoukrajinsk                                                                       | Южноукраїнськ     | Южноукраинск    | 039.048                  |
| Wosnessensk                                                                            | Вознесенськ       | Вознесенск      | 034.050                  |
| Nowyj Buh                                                                              | Новий Буг         | Новый Буг       | 015.003                  |
| Otschakiw                                                                              | Очаків            | Очаков          | 013.927                  |
| Baschtanka                                                                             | Баштанка          | Баштанка        | 012.327                  |
| Snihuriwka                                                                             | Снігурівка        | Снигирёвка      | 012.307                  |
| Nowa Odessa                                                                            | Нова Одеса        | Новая Одесса    | 011.690                  |
| Quellen: Ukrainisches Amt für Statistik, S. 33, 34. und Sekundärquelle City Population |                   |                 |                          |

Siehe auch: Liste der Städte in der Oblast Mykolajiw

## Administrative Unterteilung
Die Oblast Mykolajiw ist verwaltungstechnisch in 4 Rajone unterteilt; bis zur großen Rajonsreform am 18. Juli 2020 war sie in 19 Rajone sowie 5 direkt der Oblastverwaltung unterstehenden (rajonfreien) Städte unterteilt. Dies waren die Städte Juschnoukrajinsk, Otschakiw, Perwomajsk, Wosnessensk sowie das namensgebende Verwaltungszentrum der Oblast, die Stadt Mykolajiw.

### Rajone der Oblast Mykolajiw mit deren Verwaltungszentren
| Rajone der Oblast Mykolajiw | Rajone der Oblast Mykolajiw             | Rajone der Oblast Mykolajiw | Rajone der Oblast Mykolajiw                                   |
| Deutsche Bezeichnung        | Ukrainische Bezeichnung                 | Verwaltungszentrum          | Weitere frühere (bis 2020) Rajonzentren und rajonfreie Städte |
| --------------------------- | --------------------------------------- | --------------------------- | ------------------------------------------------------------- |
| Rajon Baschtanka            | Баштанський район Baschtanskyj rajon    | Baschtanka (Stadt)          | Beresnehuwate, Kasanka, Nowyj Buh, Snihuriwka                 |
| Rajon Mykolajiw             | Миколаївський район Mykolajiwskyj rajon | Mykolajiw (Stadt)           | Beresanka, Nowa Odessa, Otschakiw                             |
| Rajon Perwomajsk            | Первомайський район Perwomajskyj rajon  | Perwomajsk (Stadt)          | Arbusynka, Krywe Osero, Wradijiwka                            |
| Rajon Wosnessensk           | Вознесенський район Wosnessenskyj rajon | Wosnessensk (Stadt)         | Bratske, Domaniwka, Jelanez, Juschnoukrajinsk, Wesselynowe    |

Bis 2020 gab es folgende Rajonsaufteilung:

Karte der Rajone und rajonfreien Städte der Oblast bis 2020

| Rajone der Oblast Mykolajiw bis 2020 | Rajone der Oblast Mykolajiw bis 2020           | Rajone der Oblast Mykolajiw bis 2020      | Rajone der Oblast Mykolajiw bis 2020 |
| Deutsche Bezeichnung                 | Ukrainische Bezeichnung                        | Verwaltungszentrum                        | 2020 (überwiegend) aufgegangen in    |
| ------------------------------------ | ---------------------------------------------- | ----------------------------------------- | ------------------------------------ |
| Rajon Arbusynka                      | Арбузинський район Arbusynskyj rajon           | Arbusynka (Siedlung städtischen Typs)     | Rajon Perwomajsk                     |
| Rajon Baschtanka                     | Баштанський район Baschtanskyj rajon           | Baschtanka (Stadt)                        | Rajon Baschtanka                     |
| Rajon Beresanka                      | Березанський район Beresanskyj rajon           | Beresanka (Siedlung städtischen Typs)     | Rajon Mykolajiw                      |
| Rajon Beresnehuwate                  | Березнегуватський район Beresnehuwatskyj rajon | Beresnehuwate (Siedlung städtischen Typs) | Rajon Baschtanka                     |
| Rajon Bratske                        | Братський район Bratskyj rajon                 | Bratske (Siedlung städtischen Typs)       | Rajon Wosnessensk                    |
| Rajon Domaniwka                      | Доманівський район Domaniwskyj rajon           | Domaniwka (Siedlung städtischen Typs)     | Rajon Wosnessensk                    |
| Rajon Jelanez                        | Єланецький район Jelanezkyj rajon              | Jelanez (Siedlung städtischen Typs)       | Rajon Wosnessensk                    |
| Rajon Kasanka                        | Казанківський район Kasankiwskyj rajon         | Kasanka (Siedlung städtischen Typs)       | Rajon Baschtanka                     |
| Rajon Krywe Osero                    | Кривоозерський район Krywooserskyj rajon       | Krywe Osero (Siedlung städtischen Typs)   | Rajon Perwomajsk                     |
| Rajon Mykolajiw                      | Миколаївський район Mykolajiwskyj rajon        | Mykolajiw (Stadt)                         | Rajon Mykolajiw                      |
| Rajon Nowyj Buh                      | Новобузький район Nowobuskyj rajon             | Nowyj Buh (Stadt)                         | Rajon Baschtanka                     |
| Rajon Nowa Odessa                    | Новоодеський район Nowoodeskyj rajon           | Nowa Odessa (Stadt)                       | Rajon Mykolajiw                      |
| Rajon Otschakiw                      | Очаківський район Otschakiwskyj rajon          | Otschakiw (Stadt)                         | Rajon Mykolajiw                      |
| Rajon Perwomajsk                     | Первомайський район Perwomajskyj rajon         | Perwomajsk (Stadt)                        | Rajon Perwomajsk                     |
| Rajon Witowka                        | Вітовський район Witowskyj rajon               | Mykolajiw (Stadt)                         | Rajon Mykolajiw                      |
| Rajon Snihuriwka                     | Снігурівський район Snihuriwskyj rajon         | Snihuriwka (Stadt)                        | Rajon Baschtanka                     |
| Rajon Wesselynowe                    | Веселинівський район Wesselyniwskyj rajon      | Wesselynowe (Siedlung städtischen Typs)   | Rajon Wosnessensk                    |
| Rajon Wosnessensk                    | Вознесенський район Wosnessenskyj rajon        | Wosnessensk (Stadt)                       | Rajon Wosnessensk                    |
| Rajon Wradijiwka                     | Врадіївський район Wradijiwskyj rajon          | Wradijiwka (Siedlung städtischen Typs)    | Rajon Perwomajsk                     |

## Bevölkerung

### Bevölkerungsentwicklung
Die Oblast wurde im Jahr 1937 gegründet und besteht in heutigem Umfang erst seit 1988. Bis auf zwei Dörfer (Biloussowe und Tokarewe), die 1988 zur Oblast Cherson wechselten, ist das Gebiet seit 1966 unverändert. Bis 1993 gab es ein stetiges Wachstum (Höchststand 1. Januar 1994 1.360.800 Personen). Seither nimmt die Einwohnerschaft ständig ab. Die städtische Bevölkerung sank seit 1989 um 12,93 %, die Zahl der Bewohner auf dem Land nahm im gleichen Zeitraum um 23,93 % ab. Seit der Jahrtausendwende verlor die Oblast rund 186.000 Bewohner oder 14,36 % der Bevölkerung.
bis 1989 anderer Gebietsumfang; rot: Volkszählungen in der Sowjetunion (bis 1989) und der Ukraine (2001); grün: Schätzungen des Ukrainischen Statistisches Amtes, jeweils 1. Januar

### Volksgruppen
Die Ukrainer stellten bei der letzten Volkszählung 2001 in allen Städten und Rajons eine deutliche Bevölkerungsmehrheit. Russische Minderheiten leben mehrheitlich in den Städten und den städtischen Vororten. Die höchsten Anteile erreichen die Russen in den Städten Mykolajiw (23,07 %) und Juschnoukrajinsk (21,67 %). Bei den Deutschen handelt es zumeist um aus anderen Regionen zugewanderte Russlanddeutsche.
| 2001                                   | 1.034.446 | 81,79 % | 177.530 | 14,04 % | 13.171 | 1,04 % | 8.369 | 0,66 % | 5.614 | 0,44 % | 4.277 | 0,34 % | 3.263 | 0,26 % | 1.220 | 0,10 % | 1.264.743 | 100,00 % |
| Quelle: Ergebnis der Volkszählung 2001 |           |         |         |         |        |        |       |        |       |        |       |        |       |        |       |        |           |          |

Der Anteil der Russen, Moldauer, Belarussen, Bulgaren und Juden ist zwischen 1989 und 2001 erheblich gesunken, während der Anteil der Ukrainer und Armenier deutlich gestiegen ist. Die Anzahl Ukrainer ist zwar nur leicht gestiegen, aber durch den Bevölkerungsrückgang zwischen den beiden Volkszählungen deutlich angewachsen.
| Nationalität | 1989 (%) | 2001 (%) | Veränderung (%) |
| ------------ | -------- | -------- | --------------- |
| Ukrainer     | 75,6     | 81,9     | 00+3,1 %        |
| Russen       | 19,4     | 14,1     | 0−31,2 %        |
| Moldauer     | 01,3     | 01,0     | 0−21,0 %        |
| Belarussen   | 01,1     | 00,7     | 0−42,2 %        |
| Bulgaren     | 00,5     | 00,4     | 0−20,5 %        |
| Armenier     | 00,1     | 00,3     | +140 %,0        |
| Juden        | 00,9     | 00,3     | 0−72,6 %        |

### Sprache
Ukrainisch ist zwar die Sprache der Bevölkerungsmehrheit. Doch sprachen bei der letzten Volkszählung 2001 viele Ukrainer (17,5 %) und zahlreiche weitere Nichtrussen Russisch als Hauptsprache. In der Stadt Mikolajiw waren die Leute mit Russisch deswegen sogar in der Mehrheit (mit 56,81 %). In den Städten Juschnoukrajinsk und Otschakiw und dem (damaligen) Rajon Witowka (bis 2016 Rajon Schowtnewyj) war der Anteil der Menschen mit Russisch als Sprache weit über dem Oblastdurchschnitt. Die in der Oblast lebenden Minderheiten der Juden, Tataren, Koreaner, Russlanddeutschen, Belarussen und Bulgarien waren mehrheitlich russifiziert. Starke russischsprachige Minderheiten zählte man unter den Polen und Armeniern. Die beiden Hauptsprachen haben sich gegensätzlich entwickelt. Zwischen 1989 und 2001 stieg der Anteil der Menschen mit Ukrainisch als Muttersprache von 64,2 % auf 69,20 %, der Anteil der Personen mit Russisch als Muttersprache sank dagegen von 33,8 % auf 29,26 %.
| 2011                                   | 873.898 | 69,20 % | 369.489 | 29,26 % | 7.316 | 0,58 % | 2.453 | 0,19 % | 1.693 | 0,13 % | 1.677 | 0,13 % | 1.264.743 | 100,00 % |
| Quelle: Ergebnis der Volkszählung 2001 |         |         |         |         |       |        |       |        |       |        |       |        |           |          |